# Diecezja Xuân Lộc
Diecezja Xuân Lộc (łac. Dioecesis Xuanlocensis; wiet. Giáo phận Xuân Lộc) – jedna z 24 diecezji obrządku łacińskiego w Kościele katolickim w Wietnamie w prowincji Đồng Nai ze stolicą w Long Khánh. Ustanowiona diecezją 14 października 1965 konstytucją apostolską przez Pawła VI. Biskupstwo jest sufraganią archidiecezji Ho Chi Minh.

## Biskupi

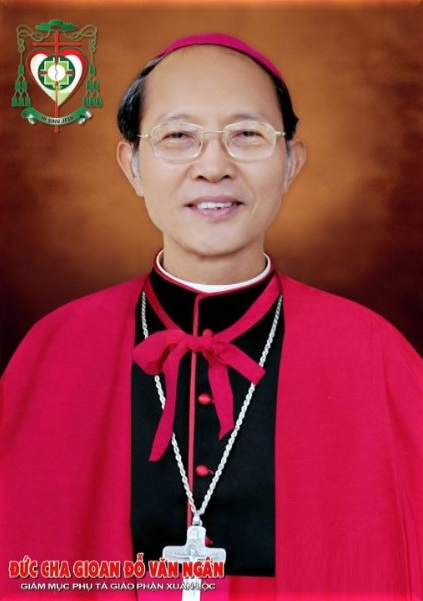
John Đỗ Văn Ngân – biskup diecezjalny

### Biskup diecezjalny
- bp John Đỗ Văn Ngân – ordynariusz od 2021

### Biskup pomocniczy
- Dominic Nguyễn Tuan Anh (nominat) od 2024

### Biskupi seniorzy
- bp Joseph Đinh Đức Đạo – biskup pomocniczy w latach 2013–2015, koadiutor w latach 2015–2016, biskup diecezjalny w latach 2016–2021, senior od 2021
- bp Dominique Nguyễn Chu Trinh – biskup diecezjalny w latach 2004–2016, senior od 2016